# Грамаде (Смолянская область)
Грамаде (болг. Грамаде) — населённый пункт в Болгарии. Находится в Смолянской области, входит в общину Рудозем. Население составляет 166 человек.

## Политическая ситуация
В местном кметстве Грамаде — Оглед, в состав которого входит Грамаде, должность кмета (старосты) исполняет Борислав Хубенов Ламбов (Союз демократических сил (СДС)) по результатам выборов в 2007 году.
Кмет (мэр) общины Рудозем — Николай Иванов Бояджиев (коалиция партий: Граждане за европейское развитие Болгарии (ГЕРБ) и Земледельческий народный союз (ЗНС)) по результатам выборов 2007 года в правление общины.